# 范长秘
范长秘（1955年6月—），生于山东省乐陵市。中国人民解放军中将。曾任兰州军区副政委。中共第十八届中央委员会候补委员、第十一届全国人民代表大会代表。

## 生平
1972年入伍，1974年4月加入中国共产党。毕业于南京陆军指挥学院合同战术专业。
历任战士、排长、干事、秘书。
1988年任陆军第四十七集团军政治部宣传处处长。
1999年任兰州军区政治部宣传部部长，后任陆军第二十一集团军政治部主任。
2004年7月晋升为少将。
2005年11月升任新疆军区政治部主任，晋级正军职将官序列。
2006年12月接替转任南京军区政治部主任的褚益民少将出任陆军第四十七集团军政委。
2012年7月升任兰州军区政治部主任。2013年7月晋升为中将。
2014年7月，升任兰州军区副政委。
2014年12月被解除职务。
2014年12月军事检察机关对其立案侦查，2015年1月15日，军方宣布范长秘因涉嫌违法犯罪。
2016年10月27日报道，中共十八届六中全会确认对范长秘、牛志忠等四人开除党籍的处分。